# Conus puncticulatus
Conus puncticulatus е вид охлюв от семейство Conidae. Възникнал е преди около 3,6 млн. години по времето на периода неоген. Видът не е застрашен от изчезване.

## Разпространение и местообитание
Разпространен е в Аруба, Бразилия (Амапа), Венецуела, Гвиана, Колумбия, Коста Рика, Никарагуа, Панама, Сейнт Винсент и Гренадини, Суринам, Тринидад и Тобаго, Френска Гвиана и Хондурас.
Обитава пясъчните дъна на морета. Среща се на дълбочина от 9,8 до 26 m, при температура на водата около 25,7 °C и соленост 36,3 ‰.